# Las Cruces, Chiconquiaco
Las Cruces är en ort i Mexiko.   Den ligger i kommunen Chiconquiaco och delstaten Veracruz, i den sydöstra delen av landet, 240 km öster om huvudstaden Mexico City. Las Cruces ligger 1 975 meter över havet och antalet invånare är 176.
Terrängen runt Las Cruces är kuperad åt sydväst, men åt nordost är den bergig. Las Cruces ligger uppe på en höjd. Runt Las Cruces är det ganska tätbefolkat, med 100 invånare per kvadratkilometer. Närmaste större samhälle är Banderilla, 19,6 km sydväst om Las Cruces. I omgivningarna runt Las Cruces växer huvudsakligen savannskog.